# ويليام ودارد
ويليام ودارد (بالإنجليزية: William Woodard)‏ هو أكاديمي أمريكي، ولد في 10 سبتمبر 1896، وتوفي في 20 فبراير 1973.